# Rego da Murta
Rego da Murta ist ein Ort und eine ehemalige Gemeinde in Portugal.

## Geschichte
Rego da Murta wurde mindestens seit 1712 als eigenständige Gemeinde geführt.
Mit der Gebietsreform in Portugal 2013 wurden die Gemeinden Rego da Murta und Pussos zur neuen Gemeinde Pussos São Pedro zusammengeschlossen.

## Verwaltung

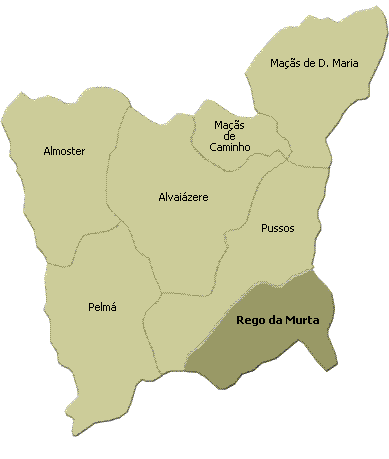
Lage von Rego da Murta im Kreis Alvaiázere

Rego da Murta war Sitz einer gleichnamigen Gemeinde (Freguesia) im Kreis (Concelho) von Alvaiázere im Distrikt Leiria. In der ehemaligen Gemeinde leben 849 Einwohner auf einer Fläche von 16,63 km² (Stand 30. Juni 2011)
Folgende Ortschaften liegen im Gebiet der früheren Gemeinde Rego da Murta:
| - Alto do Passal - Areeiro - Barroquinhas - Barroso - Cabaços de Rego da Murta - Cabeça da Galinha - Cancela - Carvalha | - Carvalhal de São Bento - Casal Santiago - Corte de Ordem - Cortiça - Granja - Hortas - Mata do Cepo - Mosqueiro | - Mourisca - Murtal - Outeiro da Cotovia - Outeiro de São Pedro - Portela do Brás - Quinta do Gorgolão - Ramalhal - Relvas de São Pedro | - Sandoeira - São Domingos - São Jordão - São Mateus - São Pedro - Troviscal - Vale do Mendo - Venda dos Olivais |

Im Zuge der administrativen Neuordnung in Portugal am 29. September 2013 wurden die Gemeinden Rego da Murta und Pussos zur neuen Gemeinde Pussos São Pedro zusammengefasst.